# 5538 Luichewoo
5538 Luichewoo (1964 TU2) là một tiểu hành tinh vành đai chính được phát hiện ngày 9 tháng 10 năm 1964 bởi Purple Mountain Obs. ở Nanking.